# Jiangshanium
| ❮ | System          | Serie        | Stufe        | ≈ Alter (mya) |
| ❮ | später          | später       | später       | jünger        |
| - | --------------- | ------------ | ------------ | ------------- |
| ❮ | K a m b r i u m | Furongium    | 10. Stufe    | 485,4 ⬍ 489,5 |
| ❮ | K a m b r i u m | Furongium    | Jiangshanium | 489,5 ⬍ 494   |
| ❮ | K a m b r i u m | Furongium    | Paibium      | 494 ⬍ 497     |
| ❮ | K a m b r i u m | Miaolingium  | Guzhangium   | 497 ⬍ 500,5   |
| ❮ | K a m b r i u m | Miaolingium  | Drumium      | 500,5 ⬍ 504,5 |
| ❮ | K a m b r i u m | Miaolingium  | Wuliuum      | 504,5 ⬍ 509   |
| ❮ | K a m b r i u m | 2. Serie     | 4. Stufe     | 509 ⬍ 514     |
| ❮ | K a m b r i u m | 2. Serie     | 3. Stufe     | 514 ⬍ 521     |
| ❮ | K a m b r i u m | Terreneuvium | 2. Stufe     | 521 ⬍ 529     |
| ❮ | K a m b r i u m | Terreneuvium | Fortunium    | 529 ⬍ 541     |
| ❮ | früher          | früher       | früher       | älter         |

Das Jiangshanium ist in der Erdgeschichte die mittlere chronostratigraphische Stufe der Furongium-Serie des Kambriums. Das Jiangshanium wird vom Paibium unter- und von der noch unbenannten 10. Stufe des Kambriums überlagert. Das Jiangshanium dauerte etwa von 494 Millionen Jahren bis 489,5 Millionen Jahren (interpoliert).

## Namensgebung und Geschichte
Der Name der Stufe wurde im September 2011 ratifiziert. Sie ist nach dem chinesischen Ort Jiangshan in der Provinz Zhejiang benannt.

## Definition und GSSP
Die Untergrenze ist durch das Erstauftreten der weltweit auftretenden Trilobiten-Art Agnostotes orientalis. Er korreliert auch mit dem Erstauftreten der Trilobiten-Art Irvingella angustilimbata. Die Obergrenze wird vermutlich durch das Erstauftreten der Trilobiten-Art Lotagnostus americanus definiert werden. Die 10. Stufe des Kambriums ist bisher noch nicht benannt und die Untergrenze noch nicht formal festgelegt worden.
Der GSSP (Global Standard-stratotype Section and Points) ist ein Profil beim Dorf Duibian (Duibian B Section), nördlich von Jiangshan (westliche Zhejiang-Provinz, China). Der GSSP liegt im Profil 108,12 m oberhalb der Basis der Huayansi-Formation.